# Piret Raud

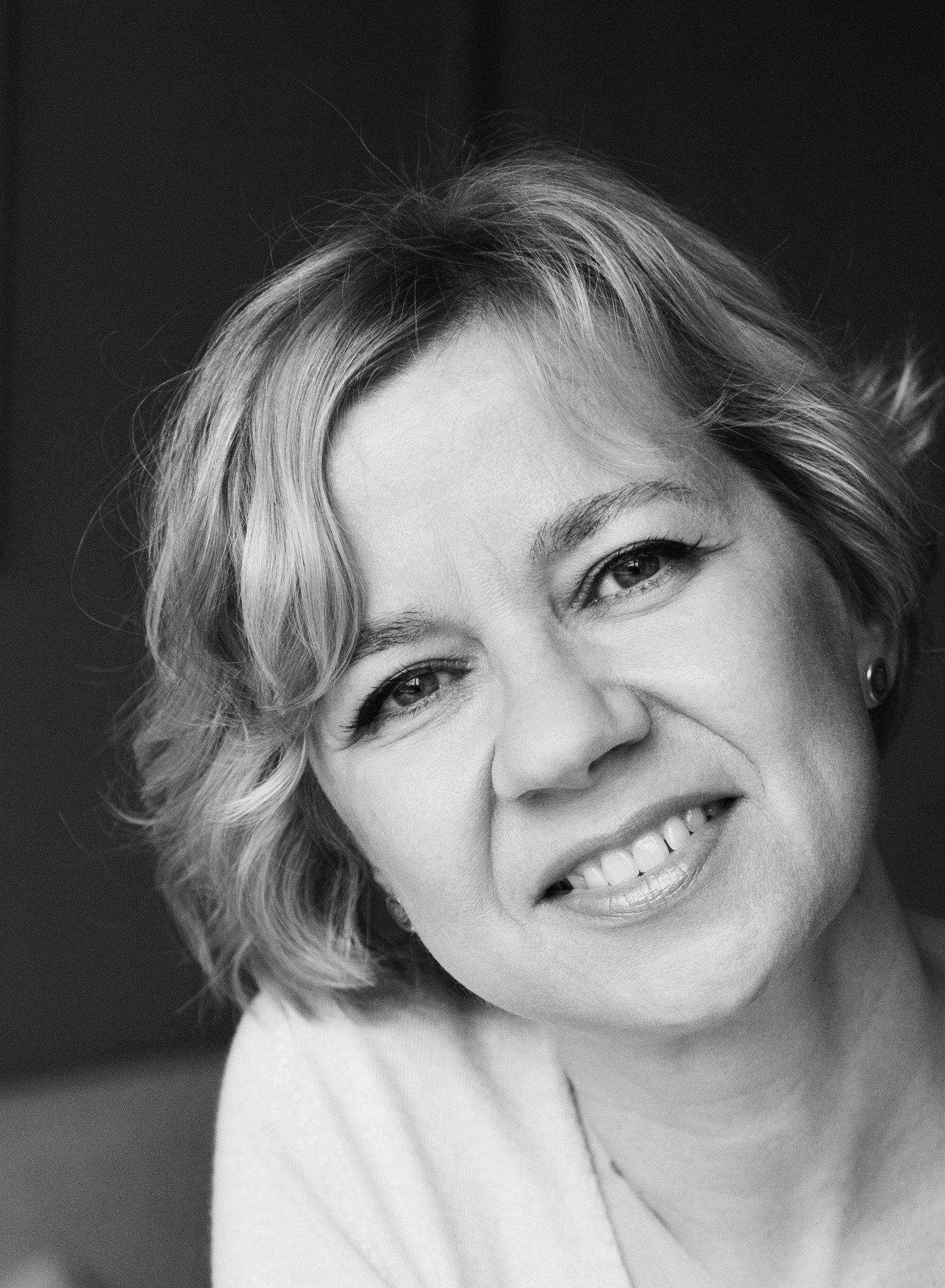
Raud nel 2021

Piret Raud (Tallinn, 15 luglio 1971) è una scrittrice e illustratrice estone.

## Biografia
Figlia degli autori per l'infanzia Eno Raud e Aino Pervik, è sorella dell'autore Rein Raud e del musicista e giornalista Mihkel Raud. Si è laureata in grafica all'Accademia d'Arte di Tallinn, per poi seguire le orme dei genitori.
Con 17 pubblicazioni per l'infanzia all'attivo, tradotte in numerose lingue straniere (inglese, italiano, francese, russo, polacco, lituano, lettone e giapponese) è l'autrice per l'infanzia estone più popolare in patria e all'estero. Ha inoltre illustrato una quarantina di volumi per ragazzi.

## Riconoscimenti (selezione)
- 2005, 2008 e 2015: Premio annuale del Fondo Culturale estone (sezione Letteratura per l'infanzia)
- 2009: Premio del Centro estone per la letteratura per l'infanzia
- 2011: Premio lettone della Giuria dei bambini e dei ragazzi (Bērnu un jauniešu žūrija)
- 2014: Premio Järje Hoidja della Biblioteca Centrale di Tallinn
- 2016: Ordine della Stella Bianca

## Opere tradotte in lingua italiana
- Voglio tutto rosa, Sinnos Editrice, Roma, 2014 - ISBN 9788876092862 (Kõik võiks olla roosa, 2015; trad. Daniele Monticelli)
- La principessa e lo scheletro, Sinnos Editrice, Roma, 2015 - ISBN 9788876092978 (Printsess Luluu ja härra Kere, 2008; trad. Daniele Monticelli)
- Micromamma, Sinnos Editrice, Roma, 2018 - ISBN 9788876093753 (Lugu Sandrist, Murist, tillukesest emmest ja nähtamatust Akslist, 2018; trad. Daniele Monticelli)
- Trööömmmpffff o la voce di Eli, Edizioni Dehoniane Bologna, 2018 - ISBN 9788810752050 (Trööömmmpffff ehk Eli hääl, 2016; trad. Roberto Alessandrini)
- Emily e un mare di cose, Edizioni Dehoniane Bologna, 2019 - ISBN 9788810752098 (Emili ja oi kui palju asju, 2015; trad. Roberto Alessandrini)